# زندانه
زندانه وهي قرية تقع في ناحية ليلان (قرة حسن) في محافظة كركوك شمال العراق.